# Ґембіни
Ґембіни (пол. Gębiny, нім. Heinrichsdorf) — село в Польщі, у гміні Ольштинек Ольштинського повіту Вармінсько-Мазурського воєводства.